# Fort Totten, North Dakota
Fort Totten là một xã thuộc quận Benson, tiểu bang Bắc Dakota, Hoa Kỳ. Năm 2010, dân số của xã này là 1.638 người.